# رود کوندورچا
رود کوندورچا (انگلیسی: Kondurcha) یک رودخانه در تاتارستان کشور روسیه است.